# Otevřené vzdělávací zdroje

Logo OER

Otevřené vzdělávací zdroje (anglicky Open Educational Resources, odtud zkratka OER) mohou být definovány jako volně přístupné, otevřeně licencované dokumenty a média, která jsou využívána pro výuku, učení a hodnocení, jakož i pro výzkumné účely.
Lze najít mnoho různých definicí Otevřených vzdělávacích zdrojů (OER). Termín byl poprvé použit na fóru „Open Courseware“, pořádaném UNESCO v roce 2002, kde byly označeny jako „výukové, učební a výzkumné materiály na jakémkoliv médiu, v digitální či jiné podobě, které jsou licencovány jako veřejné vlastnictví nebo pod jinou otevřenou licencí, která umožňuje neplacený přístup, používání, adaptaci a další šíření dalšími uživateli buď zcela bez omezení, nebo s malým omezením. Otevřená licence je postavena ve stávajícím rámci práv duševního vlastnictví dle příslušných mezinárodních úmluv a respektuje autorství práce“. Často je také citována definice Nadace Williama a Flory Hewlettových, která definuje OER jako:
„Výuka, učení a výzkumné zdroje, které jsou ve veřejném vlastnictví, nebo byly vydány pod takovou licencí duševního vlastnictví, které umožňuje jejich volné použití a opětovné modifikace ostatními uživateli. Otevřené výukové zdroje zahrnují veškeré kurzy, studijní materiály, moduly, učebnice, streaming videa, testy, software a jakékoli jiné nástroje, materiály nebo techniky používané na podporu přístupu ke znalostem“.
V důsledku hnutí za otevřenost se jedná o převládající trend v oblasti distančního, resp. otevřeného a distančního vzdělávání. Rozvoj a podpora otevřených vzdělávacích zdrojů jsou často motivovány touhou omezit komodifikaci znalostí, a poskytnout alternativní či vylepšené vzdělávací paradigma. OER nalézají uplatnění jak v rámci vysokého školství V současné době, díky masivní digitalizaci, se stávají důležitými studijními materiály a mohou tak mít na znalosti žáků větší vliv stejně jako tištěné materiály.
Otevřené vzdělávací zdroje jsou aktuální téma: „V současnosti probíhá rychlý rozvoj technologií, který prostupuje všemi oblastmi. Změny jsou zvlášť patrné ve způsobu přenosu poznatků. Měnící se podmínky mají vliv na vzdělávací systémy, modely zpřístupňování znalostí a vydavatelskou kulturu. Při současném tempu vědeckého poznání se nové poznatky často stanou zastaralými již v průběhu publikačního a distribučního procesu. Přístup učitelů a studentů k učebním materiálům je jedním z podstatných faktorů, které ovlivňují kvalitu studia. Aktuální studijní materiály jsou důležité zejména ve vysokoškolském vzdělávání. Znalosti a naučené vzorce vyhledávání zdrojů, které si studenti osvojí na vysoké škole, budou mít vliv jak na jejich úspěšnost při hledání zaměstnání, tak na jeho výkon.“ Výsledky výzkumu z ČR ukázaly, že většina dotazovaných studentů environmentálních oborů používá OER často nebo častěji než uzavřené zdroje jako např. tištěná skripta. Dostupnost, množství informací a snadná orientace patří mezi nejoceňovanější výhody při využívání OER. Mezi využívané OER v rámci vysokého školství patří wikisystémy.

## Otevřený přístup ke znalostem
Koncepce otevřené výměny znalostí stojí na základech, které vznikly v osvícenství. Peters (2010) popisuje otevřenost jako esenci, která prostupuje přístupem ke znalostem a komunikačním systémům, espistemologií, společností a politikou, institucemi i jednotlivci. Tato esence se dle něj vyznačuje důrazem, který klade na transparentnost (oproti utajení) – přičemž je často chápána právě ve smyslu otevřeného přístupu k informacím. Otevřená znalost slouží k podpoře demokratických procesů. V tomto smyslu je možno ji také chápat jako nástroj, který slouží k transformaci uzavřených společenských struktur na společnost otevřenou (Popper, 2011).
Ve dvacátém století bylo učiněno mnoho pokroků vedoucích k demokratizaci transferu znalostí. Významným mezníkem byla změna myšlení, která začala v sedmdesátých letech během kulturní revoluce v USA a v západní Evropě. V té době vznikla řada hnutí, která upozorňovala jak na nutnost emancipace různých skupin, tak na potřebu větší otevřenosti v oblasti přenosu poznatků. Po celém světě začala vznikat řada zákonů, které se zaměřovaly na svobodný přístup k informacím a celkově větší otevřenost institucí a rozhodovacích procesů širší veřejnosti. Kroky vedoucí k otevřenosti informací byly v devadesátých letech podpořeny vznikem internetu, který výměnu informací zjednodušil a snížil tak transakční náklady.
Termín otevřená znalost se používá pro označení relativně nového konceptu v oblasti vytváření a šíření znalostí. Tento koncept v sobě zahrnuje ideu, že znalost je společenským vlastnictvím, stejně jako praktické otevírání a zpřístupňování zdrojů znalostí pro všechny uživatele (Onaifo, 2016). V odborné literatuře je pojem užíván zejména ve významu dostupnosti zdrojů znalostí každému, stejně jako označení pro postup kolektivní spolupráce v oblasti vytváření znalostí. (Garcia-Penalvo a kol., 2010). V rámci modelu otevřené znalosti pak můžeme rozlišit následující koncepty: otevřený zdroj a otevřené vzdělávání, pod které můžeme zahrnout otevřený přístup a otevřené vzdělávací zdroje.

### Otevřený zdroj
Otevřený zdroj (anglicky: open source) je označení, které se používá většinou v oblasti otevřeného přístupu ke zdrojovému kódu tzv. open source software. Takto dostupný software je dostupný pod různými licencemi, které umožňují otevřený přístup i šíření, stejně jako možnost úprav (záleží na konkrétní licenci). Mezi nejznámější příklady patří operační program Linux či software Mediawiki, na kterém je provozována Wikipedie a její sesterské projekty.

### Otevřené vzdělávání
Otevřené vzdělávání (anglicky: open education) je označení pro koncepci, která požaduje odstranění formálních i neformálních bariér v přístupu ke vzdělávání. Otevřené vzdělávání proto podporuje využívání informačních a komunikačních technologií, zejm. internetu, za účelem zpřístupnění poznatků (formou otevřeného přístupu a otevřených vzdělávacích zdrojů) široké veřejnosti. Technicky vzato je možné zařadit model otevřeného přístupu do rámce otevřených vzdělávacích zdrojů, nicméně v literatuře a odborné diskusi jsou tato označení používána odlišně (Onaifo, 2016).

### Otevřený přístup
Otevřený přístup (anglicky: open access) je používán převážně v kontextu vědeckých publikačních výstupů. Často se tímto označením rozumí sdělování výsledků výzkumu širší veřejnosti, přičemž současný vědecký diskurz začíná preferovat otevřenost před uzavřeností (Resnik, 2006). Termín otevřené vzdělávací zdroje se pak začíná prosazovat jako zastřešující pojem pro poznatky na internetu, které se využívají pro studium na všech stupních vzdělávacího systému.

## Vznik Otevřených vzdělávacích zdrojů
Vznik a rozvoj Otevřených vzdělávacích zdrojů je spojen s možnostmi, které poskytuje internet, resp. World Wide Web. Ten začal sloužit pro vzdělávací účely záhy poté, co v roce 1992 Tim Berners Lee zprovoznil první webové stránky. Brzy začal prudce stoupat počet zakládaných stránek, jež se daly využít ke vzdělávacím účelům. Materiály na webu se zároveň začaly vyznačovat jinou strukturou
a možnostmi, které poskytovaly uživatelům navíc oproti klasickým učebním textům (možnost hyperlinku, fulltextového vyhledávání atd.). Vyvstala proto potřeba vytvořit pojmenování a teoretický rámec pro materiály, které se používají k širšímu vzdělávání a jsou k dispozici pouze elektronicky. V roce 1998 David Willey poprvé použil termín Open content jako označení pro materiály, jež jsou k dispozici na internetu k volnému využití. K prvnímu výraznému využití otevřených zdrojů pro vzdělávací účely dochází na Univerzitě Tübingen v Německu v roce 1999. Vznik označení OER a prudký rozvoj těchto zdrojů ale nastává až v následující dekádě.
V roce 2001 byla vytvořena licence Creative Commons, která je nejpoužívanější svobodnou licencí. V tomto roce vzniká také Wikipedie a krátce poté také další weby fungující na bázi MediaWiki softwaru, tyto projekty se staly důležitou oporou pro další vytváření otevřených zdrojů. V roce 2002 se uskutečnilo UNESCO’s 2002 Forum on Open Courseware, které OER prvně definuje. V tomto roce vzniká také na Massachusetts Institute of Technology portál MIT OpenCourseWare, v rámci kterého jsou poskytovány jak záznamy přednášek, tak texty a další materiál poskytovaný pod licencí Creative Commons. Krátce poté dochází k nárůstu množství organizací, iniciativ a projektů, které se zaměřují na rozvoj OER. Mezi nejvýznamnější patří fenomén otevřených kurzů, tzv. MOOC (Massive open online course). Vysoké školy i další instituce v jejich rámci převádí do digitální podoby ty kurzy, které jsou na nich vyučovány. Online posluchačům jsou k dispozici buď úplně zdarma, či za poplatek. Ten je obvykle spojen s rozšířenou verzí kurzu, popř. udělením certifikátu o absolvování. V rámci vytváření a šíření OER je možné vymezit pět skupin aktérů, kteří jsou často provázaní a spolupracují:
- OER hnutí. Jeho počátky mohou být kladeny do roku 2007, kdy byla formulována Cape Town Open Education Declaration. Deklarace byla od té doby podepsána množstvím organizací i jednotlivců. Hnutí není pevně organizované, jedná se o volné intelektuální propojení jednotlivců a institucí, které OER zajímá, popř. jsou do jeho problematiky nějak zapojeni. Řada z nich působí např. v neziskových organizacích. OER hnutí mapuje projekt OERworldmap.

- Výzkumné a vzdělávací instituce. Výzkumné instituce hrají důležitou úlohu jak ve vytváření hardwaru a softwaru, který fungování OER umožňuje, tak i ve výzkumu konkrétních aspektů OER. Vzdělávací instituce (zejm. vysoké školy) jsou pak důležitými průkopníky v této oblasti.

- Mezinárodní a národní iniciativy. Jedná se zejm. o aktivity OSN (UNESCO), např. 2012 Paris OER Declaration. Tyto akce jsou důležité jak na symbolické úrovni, tak pro vytváření vládních politik a strategií. V EU byla důležitost OER uznána Radou Evropy. Evropská komise vytvořila projekt Open Education Europa jako platformu pro mapování jednotlivých OER aktivit. Na úrovni jednotlivých států pak vznikají na téma OER různé strategie. V České republice je OER věnována pozornost např. ve Strategii digitálního vzdělávání.

- Nadace. Jedná se zejm. o americké nadace, které podporují OER aktivity jak ve Spojených státech, tak celosvětově. Mezi nejvýznamnější patří Nadace Nadace Billa a Melindy Gatesových, Hewlett Foundation a Open Society Fund.

- Soukromé subjekty. Řada technologických firem se snaží proniknout do vzdělávacího systému a přivést studenty ke svým produktům. Za tímto účelem investují značné prostředky a nabízejí své produkty se slevou či úplně zdarma. Nejvýznamnější hráči na trhu v této oblasti jsou Apple (projekt open sourcových učebnic), Google (digitalizace dokumentů, řešení fungující na bázi google disku atd.) či Amazon (služba Amazon Inspire, sloužící jako repozitář OER).

S postupující digitalizací, změnami ve společnosti a důrazem kladeným na celoživotní vzdělávání narůstá také význam otevřených vzdělávacích zdrojů. Začínají se vést diskuze, zda stávající tištěné zdroje nahradit elektronickými a otevřenými. Přes stále častější používání termínu OER však přetrvává problém s tím, jak ho definovat.

## Definice a principy
Od prvního použití termínu OER bylo vytvořeno mnoho definic. Nicméně žádná není univerzálně přijímaná. V odborné literatuře, oficiálních dokumentech a dalších materiálech se proto objevují různá označení toho, co OER vlastně jsou.
Na UNESCO Forum, kde byl termín poprvé zaveden, byla zároveň doporučena následující definice, která navrhuje tuto charakteristiku: „Otevřené poskytování vzdělávacích zdrojů, které umožňují informační a komunikační technologie, pro konzultaci, používání a přizpůsobování uživatelem pro nekomerční účely“. (UNESCO, 2002). O deset let později se v Pařížské deklaraci, dokumentu, jenž byl přijat v roce 2012 na World Open Educational Resources (OER) Congress UNESCO, objevuje definice: „(OER jsou) Výukové, učební a výzkumné materiály
v jakémkoli médiu, digitálním nebo jiném, které jsou umístěny ve veřejné doméně nebo byly vydány v rámci otevřené licence, která umožňuje přístup, použití, přizpůsobení a redistribuci jinými uživateli bez žádného či částečného omezení.“ (UNESCO, 2012). Wiley (2014) uvádí několik znaků, jenž by měly OER splňovat:  
- Opětovné použití: právo opětovně používat obsah v jeho nezměněném tvaru (např. vytvořit záložní kopii obsahu).
- Revize: právo upravovat, přizpůsobovat, modifikovat nebo měnit samotný obsah (např. překládat obsah do jiného jazyka).
- Remix: právo zkombinovat původní nebo revidovaný obsah s jiným obsahem a vytvořit něco nového.
- Redistribuce: právo sdílet kopie původního obsahu, revizí nebo remixů s ostatními (např. kopii obsahu přenechat kamarádovi).

Z analýzy existujících definic (Camilleri a kol., 2014) vyplývá, že „všechny OER mají dle definic splňovat podmínku gratis (tj. být pro uživatele zdarma) a libre (tj. umožňovat volné použití, šíření a modifikace materiálů) a že sem spadají všechny typy digitálních materiálů. V současnosti jsou spornými body původ zdroje, úroveň otevřenosti a typ zdroje.“ (Kapitulčinová, 2015).
Wiley na základě rešerše existující literatury a definic na toto téma dochází k závěru, že OER jsou takové vzdělávací materiály, „které využívají Creative Commons licence, popř. které existují pod veřejnou doménou a jsou volně k dispozici bez dalších copyrightových omezení.“ (Wiley, 2014). V roce 2015 byla Hewlett Foundation, nadací jež patří mezi nejvýznamnější podporovatele OER výzkumu, přijata následující definice: „OER jsou vzdělávací, výukové a výzkumné zdroje, které jsou ve veřejném vlastnictví, nebo byly vydány pod takovou licencí duševního vlastnictví, které umožňuje jejich volné použití a opětovné modifikace ostatními uživateli. Otevřené vzdělávací zdroje zahrnují veškeré kurzy, studijní materiály, moduly, učebnice, streaming videa, testy, software a jakékoli jiné nástroje, materiály nebo techniky používané na podporu přístupu ke znalostem.“ (Hewlett Foundation, 2015). Na základě různých definic můžeme říci, že termín otevřené vzdělávací zdroje je používán jako označení pro volně přístupné zdroje, často v digitálním formátu, které jsou dostupné pod licencí, jež umožňuje jejich využívání a další šíření, popř. modifikaci.

## Otevřené vzdělávací zdroje na bázi Mediawiki softwaru
MediaWiki software je bezplatný open source software, na kterém je založena Wikipedie, další projekty nadace Wikimedia Foundation, stejně jako mnohé další encyklopedie a portály. Byl vytvořen Magnusem Manskem a vylepšen Lee Danielem Crockem. Wikipedie ho začala využívat v roce 2002 a od té doby byl mnohokrát aktualizován a neustále se vyvíjí.
MediaWiki software je spolu se svobodnými licencemi Creative Commons páteří různých wiki projektů, můžeme ho také označit za jeden z nejčastěji používaných softwarů pro tvorbu OER. Jedním z důvodů jeho rozšíření je právě obliba Wikipedie. Ukazuje se, že studenti využívají z elektronických zdrojů na internetu zejména Wikipedii. Výsledky výzkumu, který jsme z let 2016-2017 potvrdili, že i čeští studenti environmentálních oborů preferují pro své studium životního prostředí zejm. OER, které fungují na bázi MediaWiki softwaru, nejčastěji českou verzi Wikipedie, následovanou anglickou mutací, jako čtvrtý nejpoužívanější zdroj uváděly Enviwiki, internetovou encyklopedii provozovanou Centrem pro otázky životního prostředí Univerzity Karlovy.
Výzkum realizovaný v roce 2015 poukázal na inovační potenciál OER pro multidisciplinární obory životního prostředí a udržitelného rozvoje. Zároveň podal stručný přehled typů OER, které jsou v ČR k dispozici otevřenou formou pro studium oborů životního prostředí a udržitelného rozvoje, provedl jejich analýzu a navrhl soubor kritérií, podle kterých lze usuzovat na kvalitu daného zdroje. Výsledky konstatovaly značné příležitosti pro využívání zvláště v oblasti životního prostředí a udržitelného rozvoje, které souvisí s multidisciplinární povahou těchto oborů. Studie však zároveň upozorňuje na fakt, že  tyto možnosti: „nebývají naplněny především pro nesnadné rozlišení kvality zdroje v prostředí internetu, ale pravděpodobně i neschopnost samotných studentů takovou kvalitu posuzovat a možná i všeobecnou nedůslednost vysokoškolských učitelů při prosazování etických norem při studiu.“ Z výsledků výzkumu je patrné, že mezi zdroji, které nejlépe naplňují vytyčená kritéria, se umístily právě zdroje zařazené do kategorie „prostředí otevřené pro úpravy“, které fungují na bázi MediaWiki softwaru.
Na základě výše uvedeného je patrné, že otevřené vzdělávací zdroje fungující na bázi MediaWiki softwaru jednak často naplňují podstatu těchto zdrojů, protože většinou fungují pod otevřenou licencí (možnost nejen využívání ale i sdílení a modifikace) ale vzhledem ke specifickému prostředí, které poskytují, jsou i uživatelsky přívětivé, a proto často využívané. Nejznámějším příkladem těchto zdrojů je Wikipedie, jejíž principy fungování částečně přejímají také ostatní projekty založené na MediaWiki softwaru, označované též jako wikisystémy či wiki (Tabulka 5).
Tabulka 5. Základní principy projekty hnutí Wikimedia, které představují nejvýznamnější zdroje fungující na bázi MediaWiki softwaru (dle Komunita Wikipedie, 2018).
| Nezaujatý úhel pohledu jako povinný editorský princip. |
| Možnost téměř všech editovat (většinu) článků bez registrace. |
| „Wikiproces“ jako finální rozhodovací mechanismus všeho obsahu. |
| Vytvoření vstřícného a kolegiálního editorského prostředí. |
| Copyleftové licence obsahu; v praxi podle projektu buď public domain, GFDL nebo CC-BY-SA nebo CC-BY. |
| Zachovávání míst pro diskuze, což napomáhá řešení obzvlášť závažných problémů. Na anglické Wikipedii má Arbitrážní výbor pravomoc nařizovat určitá závazná, pravomocná rozhodnutí jako například zablokování uživatele. |

V tomto článku jsou použity části textu (Otevřený přístup ke znalostem, Vznik Otevřených vzdělávacích zdrojů, Definice a principy) z publikace Otevřené vzdělávací zdroje: podpora tvůrcům otevřených vzdělávacích materiálů plné verze citací v textu jsou v této publikaci. A část textu z metodického portálu OER na Enwiviki podpořeného projektem Technologické agentury České republiky v rámci projektu TL02000013 - Zajištění kvality otevřených vzdělávacích zdrojů: jak správně vytvářet a využívat volně dostupné studijní materiály.